# Chicoma Mountain
Chicoma Mountain je hora v Rio Arriba County, na severu Nového Mexika. Leží 15 kilometrů severoseverozápadně od města Los Alamos a něco přes 50 kilometrů severozápadně od Santa Fe, v národním lese Santa Fe National Forest.
Chicoma Mountain je s nadmořskou výškou 3 525 metrů nejvyšší horou pohoří Jemez Mountains a nejvyšším vrcholem celé jihovýchodní části Koloradské plošiny.
S prominencí 1 305 metrů je také druhou nejprominentnější horou Nového Mexika.